# Відкритий чемпіонат США з тенісу 1980
Відкритий чемпіонат США з тенісу 1980 проходив з 26 серпня по 7 вересня 1980 року на відкртих кортах Національного тенісного центру Асоціації тенісу США у парку Флашинг-Медоуз у районі Нью-Йорка Квінз. Це був третій турнір Великого шолома календарного року. 

## Огляд подій та досягнень
Джон Макінрой першим з початку відкритої ери зумів захистити титул чемпіона США. Це був для нього другий титул Великого шолома. Фінальний п'ятисетовий поєдинок проти Бйорна Борга вважається одним із найкращих в історії тенісу. 
Кріс Еверт виграла чемпіонат США уп'яте й здобула 14-ий титул Великого шолома.

## Результати фінальних матчів

### Дорослі
| Одиночний розряд. Чоловіки          |                             |                                    |
| Джон Макінрой                       | Бйорн Борг                  | 7–6 (7–4), 6–1, 6–7(5–7), 5–7, 6–4 |
|                                     |                             |                                    |
| Одиночний розряд. Жінки             |                             |                                    |
| Кріс Еверт-Ллойд                    | Гана Мандлікова             | 5–7, 6–1, 6–1                      |
|                                     |                             |                                    |
| Парний розряд. Чоловіки             |                             |                                    |
| Боб Лутц Стен Сміт                  | Джон Макінрой Пітер Флемінг | 7–5, 3–6, 6–1, 3–6, 6–3            |
|                                     |                             |                                    |
| Парний розряд. Жінки                |                             |                                    |
| Біллі Джин Кінг Мартіна Навратілова | Пем Шрайвер Бетті Стеве     | 7–6 (7–2), 7–5                     |
|                                     |                             |                                    |
| Мікст                               |                             |                                    |
| Венді Тернбулл Марті Ріссен         | Бетті Стеве Фрю Макміллан   | 7–5, 6–2                           |
|                                     |                             |                                    |

### Юніори
| Одиночний розряд. Хлопці         |               |               |
| Майк Фалберг                     | Ерік Вілбортс | 6–7, 6–3, 6–3 |
|                                  |               |               |
| Одиночний розряд. Дівчата        |               |               |
| Сюзан Маскарін                   | Кетрін Кейл   | 6–3, 6–4      |
|                                  |               |               |
| Парний розряд. Хлопці            |               |               |
| Змагання почали проводити з 1982 |               |               |
|                                  |               |               |
| Парний розряд. Дівчата           |               |               |
| Змагання почали проводити з 1982 |               |               |
|                                  |               |               |